# El diluvio y la pasajera
El diluvio y la pasajera es una canción compuesta por el músico argentino Luis Alberto Spinetta incluida en el primer álbum de la banda Invisible lanzado en 1974, séptimo álbum en el que tiene participación decisiva Spinetta. Los integrantes de la banda que interpretan el tema son Luis Alberto Spinetta (voz y guitarra), Pomo Lorenzo (batería) y Machi Rufino (bajo).
El álbum fue incluido en la posición #65 entre los 100 mejores álbumes del rock argentino por la revista Rolling Stone. Notablemente ninguno de sus temas figuran en las listas de las mejores canciones de Spinetta.

## Contexto
Spinetta venía de disolver su banda Pescado Rabioso a mediados del año anterior y de grabar un disco solista, Artaud, bajo del nombre de Pescado Rabioso, que ha sido considerado mayoritariamente como el mejor álbum de la historia del rock argentino. Artaud significó un momento decisivo, tanto en la búsqueda estilística que Spinetta venía haciendo desde sus orígenes con Almendra, como para el panorama del rock nacional, dejando atrás el blues-rock que caracterizó a Pescado Rabioso -bajo la influencia de Pappo's Blues- y que la hizo uno de las bandas de rock más populares de Argentina.

Viendo con perspectiva lo que fue Pescado Rabioso, creo que se dio un procedimiento al revés que el de Almendra. Si el primer disco de Almendra fue dulce y el segundo fue agresivo, en Pescado sucedió que a la altura del segundo disco yo traté de almendrizar el sonido. Después, en Invisible, creo que llegué a la toma de conciencia de un punto de equilibrio entre ambos mundos.
Luis Alberto Spinetta

1973 y 1974 fueron para Argentina dos años de relativa esperanza democrática, entre medio de un terrible período de violencia y dictaduras en la historia argentina, que había comenzado con el Bombardeo de la Plaza de Mayo y el derrocamiento del gobierno constitucional de Juan D. Perón en 1955 y terminaría a fines de 1983 con la recuperación de la democracia.
Como venía pasando desde Pescado Rabioso, Spinetta solía inspirarse en textos literarios, obras pictóricas o culturas no occidentales para componer sus canciones y organizar conceptualmente sus álbumes. En el caso del álbum Invisible, se destacan la influencia de sus lecturas sobre las culturas americanas precolombinas, especialmente la Civilización incaica, así como la obra del pintor holandés M.C. Escher y los libros de Carl Jung dedicados a la cultura oriental y los mandalas.

## El tema

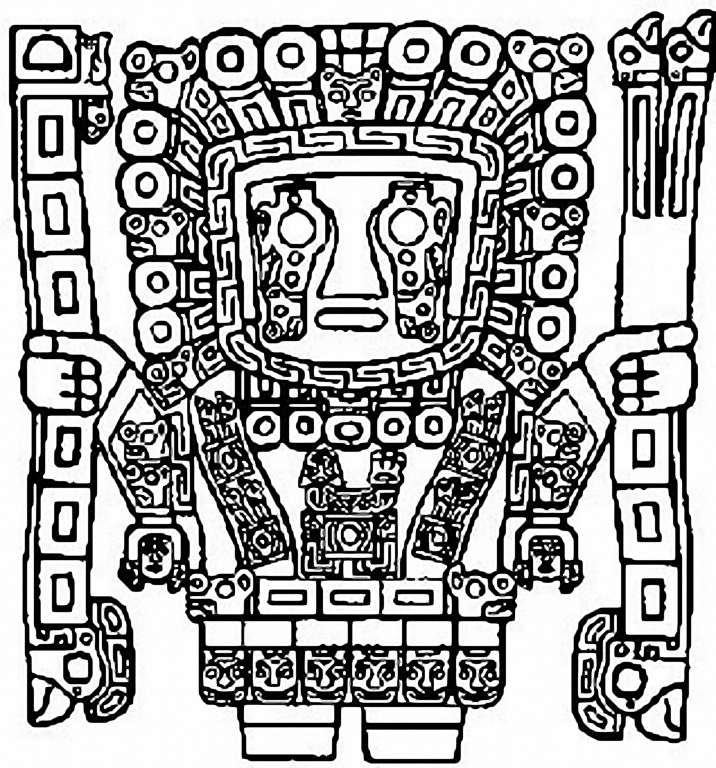
Imagen central en la Puerta del Sol, en Tiwanaku. Las culturas de los pueblos originarios de América fueron una fuente de inspiración para Spinetta. "El diluvio y la pasajera" fue definida por Spinetta como una "fantaciencia de los orígenes precolombinos". En el álbum Kamikaze, dedicaría dos temas a Túpac Amaru II. Spinetta ha declarado que "no creo que el sol represente para mi una obsesión (pero) si puedo haberlo representado para los incas".

El tema es el segundo track del álbum Invisible. Es el más largo del álbum (8:46) y uno de los que suelen ser señalados como los mejores del álbum. En la contratapa, el tema está encabezado por la imagen de una esfera atravesada por una aguja. Spinetta interpreta una guitarra acústica y la canción tiene amplios espacios instrumentales dedicados a la improvisación. La letra, en la que se destaca la segunda voz de Machi Rufino, ha explicado Spinetta que está relacionada con las culturas precolombinas:

Es como una fantaciencia de los orígenes precolombinos, una hipótesis del grado científico que habían alcanzado los tipos. La letra dice que "desde el cuerpo del volcán ya muerto los indígenas preparan otro rayo láser, para que el diluvio ya jamás los seque". Siempre tuve la sensación de que esas culturas fueron muy sabias y aunque fueron diezmadas y sus tesoros fueron violados, creo que sus secretos permanecen y aún están en actividad. El año que cursé en Bellas Artes tuve una lecciones de cultura azteca e inca que me marcaron mucho. Me sentí atraído por el hecho de saber que esas culturas son tan cercanas y de observar que lo único que quedó de ellas, según el concepto de mucha gente, son los cabecitas negras.
Luis Alberto Spinetta

La letra, considerablemente hermética, hace referencia a un volcán ya muerto, desde donde los indígenas preparan «otro» rayo láser para enfrentar el diluvio. Comienza con una frase que ha sido relacionada con Carlos Castaneda y su libro Las enseñanzas de Don Juan sobre el mundo indígena, donde sostiene que las personas deben desprenderse de la «historia personal», olvidando su pasado individual, para ser personas nuevas cada día y obtener la libertad de lo imprevisible.

Todo el mundo contento está,
los recuerdos cesaron al fin.
«El diluvio y la pasajera» (frag)

La música tiene tres partes bien marcadas. La primera parte se extiende cuatro minutos y tiene cuatro secciones separadas por un notable riff de bordonas, que se refieren al diluvio mencionado en el título; la última es un extenso entretejido instrumental de guitarras que transmite una sensación «relajante e inmersiva». La segunda parte comienza como si se tratara de otro tema, con ruidos de los instrumentos conectándose y los músicos preparándose como si se tratara de una zapada de jazz y rock progresivo fusionados, dentro de la cual emergen un solo de guitarra, una batería en modalidad de solo y una línea de bajo que van aumentando el tempo durante tres minutos y finalizan abruptamente, dando paso inmediatamente a la tercera parte sin solución de continuidad. En la última parte vuelve el canto, esta vez referido a «la pasajera» del título, de quien la canción dice: 

Si ya no la esperan a cenar en casa,
debe ser porque se marcha
y nunca regresa por la noche.
Sin embargo, por las mañanas
amanece en su cama.
«El diluvio y la pasajera» (frag)